# ユア・メモリーズオフ〜Girl's Style〜
『ユア・メモリーズオフ〜Girl's Style〜』（ユア・メモリーズオフ ガールズスタイル）は、2008年1月31日に5pb.GamesからPS2用に発売された恋愛アドベンチャーゲーム。Memories Offシリーズの女性向け版となっている。
2009年2月26日にPlayStation Portableへの移植版が発売された。

## 概要
メッセージを読み進め、選択肢を選ぶことでストーリーが変化する。通常は海視点で話が進むが、俊一をクリアすると俊一視点でのプレイも可能。俊一視点において、俊一ルートと清孝ルートを見ることが出来る。

## ストーリー
主人公・月岡海は、卒業間近の女子高生。「キュービックカフェ」でバイトを始め、充実した日々を送っていた。ある日、同級生の理人に誘われてライブを見に行った海は、バンド「ユア」に圧倒される。数日後、ユアのメンバーがカフェを訪れたことがきっかけで、メンバーと少しずつ親しくなり、ユアの存在を身近に感じるようになる海。やがて「練習を見に来ないか」と誘われた海は、ユアのメンバーが待つスタジオへ向かった。そこで彼女の歌声を聞いたユアのメンバーは、海をユアのボーカルに勧誘する。

## 登場人物

### メインキャラクター
月岡 海（つきおか うみ）
声：KAORI
主人公。17歳。浜咲学園3年生。進路は決まっておらず、フリーターの予定。何事にも一生懸命な性格で、気分が乗ると歌を口ずさむ癖がある。美人で頭も良い姉に対する強いコンプレックスと、ピアノに関するトラウマを持っており、その2つが絡むと明るさをなくし後ろ向きになる。
佐々 俊一（ささ しゅんいち）
声：緑川光
19歳。千羽谷大学社会学部1年生。ボーカル兼ギター担当。音楽に全てを懸けている青年。妥協を許さない自信家で、相手にも同等のものを求める性格が原因となり、トラブルに発展することもしばしばある。清孝には絶大な信頼を寄せ、彼を非常に慕っている。
市井 清孝（いちい きよたか）
声：置鮎龍太郎
21歳。千羽谷大学理工学部3年生。ベース担当。常に穏やかで、どんなときも感情的にならないため、人間味を感じさせない部分もある。海がユアに入るきっかけを作った。
羽根 秀巳（はね ひでみ）
声：鈴村健一
19歳。フリーター。ドラムス担当。明るくてノリの良い、ユアのムードメーカー。宣伝活動など、俊一や清孝がやらない雑用一切を担当している。
川本 拓（かわもと たく）
声：吉野裕行
17歳。浜咲学園2年生。ギター担当。ユアのライブに感動し、メンバーになるべく押しかけてきた少年。目立ちたがり屋で子供っぽい性格のため、俊一と対立しやすい。
本条 理人（ほんじょう まさと）
声：鳥海浩輔
18歳。浜咲学園3年生。海の同級生。優しい性格で、落ち込んだ海を励ましてくれる。
くーた
声：小西克幸
バレンタインの日に海がカフェの前で拾った青年。特定の条件を満たすと攻略可能になる。記憶喪失ではないが、自分のことは一切語らないため、謎に包まれている。くーたという名前もテンチョーがつけた。

### サブキャラクター
月岡 陽（つきおか あかり）
声：荒井静香
海の姉。20歳。千羽谷大学芸術学部2年生。美人で頭が良いが、何事に対しても冷め切っている女性。海とは表面上仲が悪いわけではないものの、お互い本心を語らない関係にある。ほとんどのルートに登場するが、特に秀巳ルートで存在感を見せる。
有沢 りかの（ありさわ りかの）
声：香坂夏希
18歳。林鐘寺女子高校3年生。カフェの常連客。海のことが気に入らず、何かと突っかかる。俊一ルートおよびくーたルートで関わる。
テンチョー（本名：田中一太郎）（たなか いちたろう）
声：岩田光央
キュービック・カフェの店長。自分のしたいことと好みが基準で、客の意見を取り入れることもないが、他人に自分の意見を押し付けることもない大人の男性。
湊 都子（みなと みやこ）
声：宮川美保
キュービック・カフェのバイト。千羽谷大学芸術学部1年生。姉御肌のさばさばとした性格で、メイクが得意。海が仕事でミスをした際にフォローするなど、海にとっては頼もしい先輩。
トビー（本名：飛田扉）（ひだ とびら）
声：藤重政孝
露天商。皮肉屋でプライドが高い。くーたルートにのみ登場する。

## スタッフ
- 企画・プロデュース：SDRプロジェクト
- プロデューサー：市川和弘
- ディレクター：須藤英男
- シナリオ：清水マリコ
- キャラクターデザイン：よねやませつこ
- サウンドディレクター：高井麗
- サウンドコンポーズ：阿保剛

## 主題歌
主題歌「Shine〜降りそそぐ風のように〜」
作詞・作曲：志倉千代丸 / 編曲：磯江俊道 / 歌：藤重政孝
エンディングテーマ「Re-birth」
作詞：江幡育子 / 作曲・編曲：磯江俊道 / 歌：Your（KAORI）

### 人物別エンディング
俊一「Free」
作詞・作曲：高井ウララ / 編曲：TARAWO / 歌：緑川光
清孝「Puzzle」
作詞：高井ウララ / 作曲・編曲：清水永之 / 歌：置鮎龍太郎
秀巳「Beat」
作詞：涼森有羽子 / 作曲・編曲：TARAWO / 歌：鈴村健一
拓「Original」
作詞：絵莉 / 作曲：熊谷憲康 / 編曲：秋元直也 / 歌：吉野裕行
理人「You」
作詞：？ / 作曲：KAB. / 編曲：秋元直也 / 歌：鳥海浩輔
くーた「Wish」
作詞：Yummy / 作曲：熊谷憲康 / 編曲：秋元直也 / 歌：小西克幸

## オマージュ
作中、同社作品との相互オマージュをしている箇所がある。
- 序盤で理人が購入したゲームソフトのパッケージがPSP版【龍刻 RYU-KOKU】のものである。りかのによって「オタクっぽい」と評されている。
- 理人が作る２作目の自作ゲームのあらすじが【Myself;Yourself】の八代菜々香のストーリーである。

## 関連商品

### CD
発売元：5pb./販売元：ジェネオンエンタテインメント
- Shine〜降りそそぐ風のように〜（藤重政孝、VGCD-1031 2008年2月8日発売）
- Re-birth/Shine〜降りそそぐ風のように〜（Your(KAORI)、VGCD-1032 2008年3月7日発売）
- キャラクタードラソンシリーズ vol.1 佐々俊一（VGCD-0141 2008年6月25日）
- キャラクタードラソンシリーズ vol.2 くーた（VGCD-0142 2008年6月25日）
- キャラクタードラソンシリーズ vol.3 羽根秀巳（VGCD-0143 2008年6月25日）
- キャラクタードラソンシリーズ vol.4 本条理人（VGCD-0144 2008年7月25日）
- キャラクタードラソンシリーズ vol.5 川本拓（VGCD-0145 2008年7月25日）
- キャラクタードラソンシリーズ vol.6 市井清孝（VGCD-0146 2008年7月25日）
- ユア・メモリーズオフ〜Girl's Style〜 ドラマCD Road of the Your 完全盤（VGCD-0150 2008年10月24日）